# 필리스 데이비스

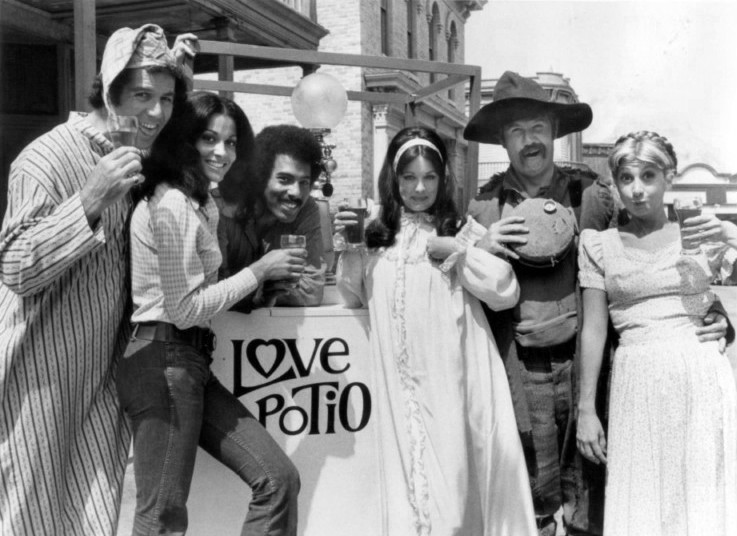

필리스 데이비스(Phyllis Davis, 1940년 7월 17일 ~ 2013년 9월 27일)는 미국의 배우, 텔레비전 배우, 영화배우이다.
포트아서에서 태어났으며 헨더슨에서 사망하였다. 사인은 암이다.

## 영화
- 언더 씨즈 2 (1995년)
- 리오 파괴 작전 (1990년)
- 전격 Z작전  - 파일럿 (1982년)
- 전격 Z작전 (1982년)
- 매그넘 P.I. (1980년)
- 꿈꾸는 낙원 (1978년)
- 베가스 (1978년)
- 사랑의 유람선 (1977년)
- 콰이어보이 (1977년)
- 돌고래 알파 (1973년)
- 인형의 골짜기를 넘어서 (1970년)
- 리브 어 리틀, 러브 어 리틀 (1968년)
- 로드 러브 어 덕 (1966년)
- 스핀아웃 (1966년)
- 서부를 향해 달려라 (1965년)